# Mário Tito
Mário Tito (Bom Jardim, 6 novembre 1940 – Rio de Janeiro, 9 marzo 1994) è stato un calciatore brasiliano, di ruolo difensore.

## Biografia
Cresciuto nel quartiere Marechal Hermes, situato nel nord di Rio de Janeiro, studiò nel collegio Souza Marques.

## Caratteristiche tecniche
Mário Tito era un giocatore alto, vigoroso ed agile, che si distingueva per il gioco leale.

## Carriera

### Club
Mário Tito inizia la carriera nel Bangu, con cui giocò nella prima squadra dal 1959 al 1968, vincendo un campionato Carioca (1966) e un Torneio Início do Rio de Janeiro (1964).
Nell'estate 1967 con il Bangu disputò il campionato nordamericano organizzato dalla United Soccer Association: accadde infatti che tale campionato fu disputato da formazioni europee e sudamericane per conto delle franchigie ufficialmente iscritte al campionato, che per ragioni di tempo non avevano potuto allestire le proprie squadre. Il Bangu rappresentò gli Houston Stars, che concluse la Western Division al quarto posto finale.
Nel 1969 passa al Cruzeiro, con cui vince un campionato Mineiro nel 1968.
Nel 1972 ritorna brevemente al Bangu, per poi venire ingaggiato dall'Olaria. Dopo un breve passaggio nel 1975 al Galícia, ritornò all'Olaria ove chiuse la carriera agonistica nel 1975.

### Nazionale
Viene selezionato per partecipare con la nazionale brasiliana al Campeonato Sudamericano de Football 1963, ove gioca il suo unico incontro con la maglia verdeoro nella sconfitta per 3-0 contro l'Argentina. Nella competizione il Brasile si classificò quarto.

## Statistiche

### Cronologia presenze e reti in nazionale
| Cronologia completa delle presenze e delle reti in nazionale ― Brasile | Cronologia completa delle presenze e delle reti in nazionale ― Brasile | Cronologia completa delle presenze e delle reti in nazionale ― Brasile | Cronologia completa delle presenze e delle reti in nazionale ― Brasile | Cronologia completa delle presenze e delle reti in nazionale ― Brasile | Cronologia completa delle presenze e delle reti in nazionale ― Brasile | Cronologia completa delle presenze e delle reti in nazionale ― Brasile | Cronologia completa delle presenze e delle reti in nazionale ― Brasile |
| Data                                                                   | Città                                                                  | In casa                                                                | Risultato                                                              | Ospiti                                                                 | Competizione                                                           | Reti                                                                   | Note                                                                   |
| ---------------------------------------------------------------------- | ---------------------------------------------------------------------- | ---------------------------------------------------------------------- | ---------------------------------------------------------------------- | ---------------------------------------------------------------------- | ---------------------------------------------------------------------- | ---------------------------------------------------------------------- | ---------------------------------------------------------------------- |
| 24-3-1963                                                              | La Paz                                                                 | Argentina                                                              | 3 – 0                                                                  | Brasile                                                                | Coppa America 1963                                                     | -                                                                      |                                                                        |
| Totale                                                                 |                                                                        | Presenze                                                               | 1                                                                      |                                                                        | Reti                                                                   | 0                                                                      |                                                                        |

## Palmarès

### Competizioni statali
- Torneio Início do Rio de Janeiro: 1

Bangu: 1964
- Campionato Carioca: 1

Bangu: 1966
- Campionato Mineiro: 1

Cruzeiro: 1968